# Liévin Lerno

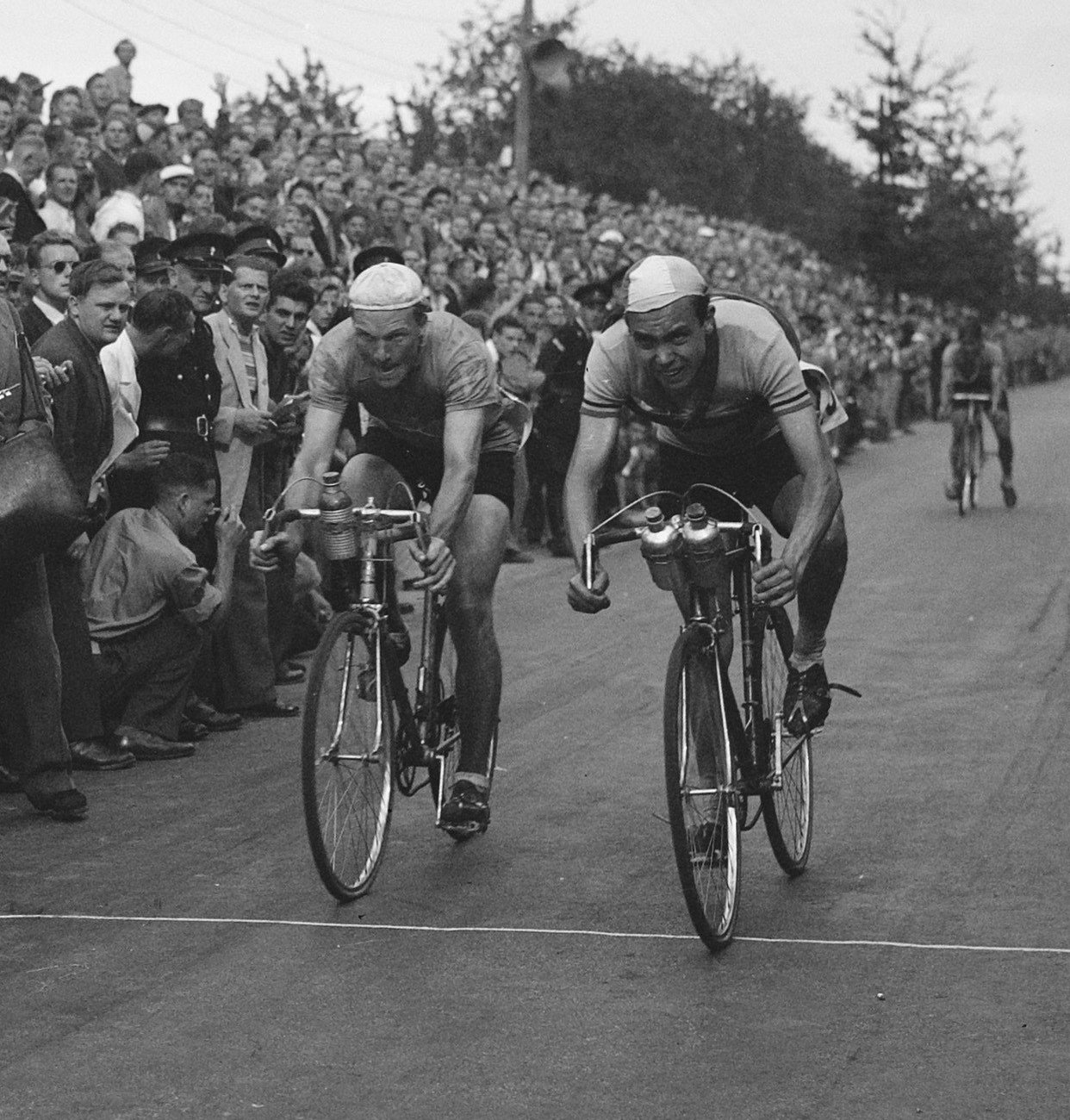
Liévin Lerno (rechts) und der Schwede Olle Wänlund (links) überqueren fast gleichzeitig die Ziellinie bei der Straßenweltmeisterschaft 1948 im niederländischen Valkenburg

Liévin Lerno (* 5. Oktober 1927 in Lokeren, Belgien; † vor dem 28. März 2017) war ein belgischer Radrennfahrer.

## Sportliche Laufbahn
Lerno war zwischen 1946 und 1954 aktiv. Bis 1948 fuhr er als Amateur und hatte als solcher mit dem 2. Platz bei der Straßenweltmeisterschaft 1948 im niederländischen Valkenburg den ersten größeren Erfolg seiner Sportkarriere. Mit der belgischen Nationalmannschaft gewann er bei den Olympischen Spielen 1948 in London die Goldmedaille in der Mannschaftswertung des Straßenrennens. Anschließend wechselte er in das Profilager, wo er zunächst für das französische Team Garin-Wolber fuhr. 1950 holte er sich seine ersten Profi-Siege bei den Rennen von Oostakker und Eke. Nach dem sieglosen Jahr 1951 wechselte Lerno zum belgischen Team Groene Leeuw, mit dem er im September 1952 das Kriterium im belgischen Nazareth gewann. 1954 war das letzte Jahr seiner Laufbahn als Berufsfahrer. Im Mai dieses Jahres gewann er sein letztes Rennen bei dem Parcours Sint-Lievens-Esse in Belgien.